# Divizia A 2021-22
La Divizia A 2021-22 fue la edición número 31 de la Divizia A, el segundo nivel del sistema de ligas del fútbol de Moldavia. La temporada comenzó el 30 de julio de 2021 y terminó el 13 de mayo de 2022.

## Equipos participantes
| Club           | Ciudad          |
| -------------- | --------------- |
| Cahul-2005     | Cahul           |
| Dacia Buiucani | Chișinău        |
| Iskra          | Rîbnița         |
| Olimp          | Comrat          |
| Real Succes    | Chișinău        |
| Sheriff-2      | Tiraspol        |
| Spartanii      | Selemet         |
| Speranța       | Drochia         |
| Sporting       | Valea-Trestieni |
| Sucleia        | Sucleia         |
| FCM Ungheni    | Ungheni         |
| Victoria       | Bardar          |

## Clasificación
| Pos. | Equipo                 | Pts. | PJ | G  | E | P  | GF | GC | Dif. | Clasificación                           |
| ---- | ---------------------- | ---- | -- | -- | - | -- | -- | -- | ---- | --------------------------------------- |
| 1    | Sheriff-2 Tiraspol (C) | 49   | 22 | 15 | 4 | 3  | 49 | 15 | +34  | Inelegible para ascender                |
| 2    | Victoria Bardar        | 49   | 22 | 15 | 4 | 3  | 51 | 24 | +27  | Inelegible para ascender                |
| 3    | Dacia Buiucani (A)     | 48   | 22 | 14 | 6 | 2  | 58 | 15 | +43  | Ascenso a la Divizia Națională 2022-23. |
| 4    | Spartanii Selemet      | 44   | 22 | 13 | 5 | 4  | 46 | 26 | +20  | Clasificado al play-off de promoción.   |
| 5    | Sporting Trestieni     | 36   | 22 | 12 | 0 | 10 | 31 | 31 | 0    |                                         |
| 6    | Olimp Comrat           | 35   | 22 | 10 | 5 | 7  | 41 | 36 | +5   |                                         |
| 7    | Sucleia                | 27   | 22 | 8  | 3 | 11 | 34 | 40 | −6   |                                         |
| 8    | Iskra Rîbnița          | 25   | 22 | 7  | 4 | 11 | 28 | 44 | −16  |                                         |
| 9    | FCM Ungheni            | 24   | 22 | 6  | 6 | 10 | 38 | 42 | −4   |                                         |
| 10   | Real Succes Chișinău   | 18   | 22 | 5  | 3 | 14 | 22 | 45 | −23  |                                         |
| 11   | Speranța Drochia (D)   | 16   | 22 | 4  | 4 | 14 | 20 | 48 | −28  | Descenso a la Divizia B 2022-23.        |
| 12   | FC Cahul 2005          | 2    | 22 | 0  | 2 | 20 | 6  | 58 | −52  | Retirado de la competición.             |

Actualizado a los partidos jugados el 13 de mayo de 2022.
 Fuente: Soccerway

## Play off de promoción
El partido de promoción se jugó el 26 de mayo. El ganador jugará la Superliga de Moldavia 2022-23 y el perdedor jugará la Liga 1 de Moldavia 2022-23.
| 26 de mayo de 2022, 13:00 | Zimbru Chișinău  | 1:0 (1:0) | Spartanii Selemet | Stadionul Municipal, Hîncești |  |
|                           | Olávio Gomes 17' | Reporte   |                   |                               |  |

## Goleadores
Actualizado el 13 de mayo de 2022.
| Pos. | Jugador            | Equipo          | Goles |
| ---- | ------------------ | --------------- | ----- |
| 1    | Nikolai Porozhnyuk | FCM Ungheni     | 12    |
| 2    | Ghenadie Orbu      | Victoria Bardar | 10    |
| 3    | Marin Stan         | Victoria Bardar | 10    |
| 4    | Sorin Chele        | Real Succes     | 8     |
| 5    | Eugeniu Gliga      | Sheriff 2       | 8     |
| 6    | Shopping           | Victoria Bardar | 8     |